# Paul Methuen (1er baron Methuen)
Paul Methuen, 1er baron Methuen (21 juin 1779 - 11 février 1849), est un homme politique britannique Whig élevé à la pairie en 1838.

## Biographie
Il est le fils de Paul Cobb Methuen de Corsham, dans le Wiltshire, et de son épouse Matilda (née Gooch). Il siège comme député du Wiltshire de 1812 à 1819 et du Wiltshire North de 1833 à 1837. Il est nommé haut-shérif de Wiltshire en 1831 et élevé en 1838 au rang de baron Methuen de Corsham dans le comté de Wiltshire.
Lord Methuen épouse Jane Dorothea, fille d'Henry Paulet St John-Mildmay, en 1810. Elle est décédée en 1846. Lord Methuen lui survit trois ans et est décédé en septembre 1849, à l'âge de 70 ans. Son fils Frederick Methuen (2e baron Methuen) lui succède à la baronnie. Son petit-fils Paul Methuen, 3e baron Methuen, devient un commandant militaire éminent.
Il joue dans un match de cricket de première classe en 1816 pour le Marylebone Cricket Club (MCC), mais est renvoyé sans marquer aucun but lors de ses deux manches. Il est né à Marylebone, à Londres, et est décédé à l'âge de 69 ans à Westminster .